# 夢 (映画)
『夢』（ゆめ、英題：Dreams）は、1990年に公開された日米合作映画である。監督は黒澤明。黒澤自身が見た夢を元にした個人的題材の映画で、「日照り雨」「桃畑」「雪あらし」「トンネル」「鴉」「赤冨士」「鬼哭」「水車のある村」の8話からなるオムニバス形式となっている。黒澤を尊敬するスティーヴン・スピルバーグの協力でワーナー・ブラザースにより世界配給された。

## あらすじ

### 日照り雨
江戸時代を思わせる屋敷の門前で、幼い私は突然の日照り雨にあう。畑仕事帰りの母から冗談交じりに「外へ出ていってはいけない。こんな日には狐の嫁入りがある。見たりすると怖いことになる」と言われるが、誘われるように林へ行くと道の向こうから花嫁行列がやってくる。しかし、木陰で見とれている私の存在を次第次第に意識するそぶりを見せつけてくる行列に、居たたまれなくなって自宅に逃げ帰ってしまう。帰り着いた屋敷は一転して冷たく閉ざされ、門前に立つ母は武家の女然として短刀を渡し、自ら始末を付けるよう告げ、引っ込んでしまう。閉め出された私はさまよううちに、丘の上から雨上がりの空を見上げるのだった。

### 桃畑
屋敷の広間で姉の雛祭りが行われている。遊びに来た姉の友人たちにお団子を運ぶが、6人来たはずなのに5人しかいない。姉におまえの勘違いだと笑われ、華やかな笑い声に戸惑って台所に逃げ出すと、裏口に同じ年頃の少女が立っている。逃げる少女を追って裏山の桃畑跡に辿りつくと、そこには大勢の男女がひな壇のように居並んでいた。彼らは木霊で、桃の木を切ってしまったお前の家にはもう居られないと告げ、責める。しかし、桃の花を見られなくなったのが哀しいと告げる私に態度を和らげ、最後の舞を披露してどこかへ去って行く。後には桃の若木が一本だけ、花を咲かせていた。

### 雪あらし
大学生の私は、吹雪の雪山で遭難しかけていた。3人の山仲間と共に3日間歩き続けたあげく、疲労困憊して崩れ込んだまま幻覚に襲われる。朦朧とした意識の中、美しい雪女が現れ、誘うように問いかけてくる。「雪は暖かい、氷は熱い」と囁かれ、薄衣を被せるように深い眠りへと沈められそうになるが、危ういところで正気に返り、仲間たちと山荘を目指し歩き始める。

### トンネル
敗戦後、ひとり復員した陸軍将校が部下たちの遺族を訪ねるべく、人気のない山道を歩いてトンネルに差し掛かると、中から奇妙な犬が走り出てきて威嚇してきた。追われるように駆け込んだトンネルの暗闇で私は、戦死させてしまった小隊の亡霊と向き合うことになる。自らの覚悟を語り、彷徨うことの詮無さを説いて部下たちを見送った私はトンネルを出るが、またあの犬が現れ、吠えかかってきた。私はただ、戸惑うしか無かった。

### 鴉

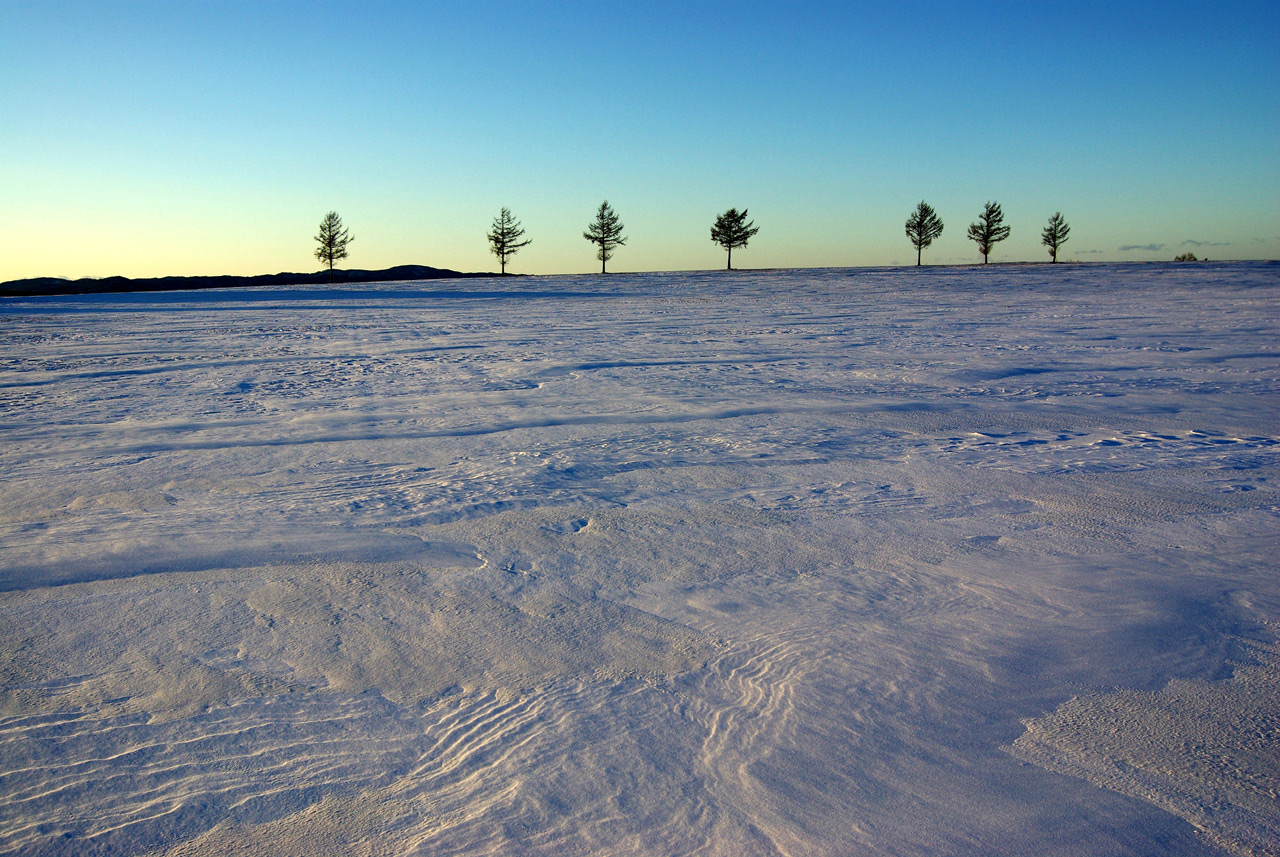
「鴉」の撮影地となった大空町のメルヘンの丘。

中年になった私がゴッホのアルルの跳ね橋を見ていると、いつしか絵の中に入っていた。彼はどこにいるのか。彼は「カラスのいる麦畑」にいた。苦悩するゴッホが自作の中を渡り歩く後を、私はついて行く。

### 赤冨士
大音響と紅蓮に染まった空の下、大勢の人々が逃げ惑っている。私は何があったのかわからない。足下では、疲れ切った女性と子供が座り込んで泣いている。見上げると富士山が炎に包まれ、灼熱し赤く染まっている。原子力発電所の6基の原子炉が爆発したという。居合わせたスーツの男は、懺悔の言葉を残すと海に身を投げた。やがて新技術で着色された、致死性の放射性物質が押し寄せる。私は赤い霧を必死に素手で払いのけ続けた。

### 鬼哭
霧が立ち込める溶岩荒野を歩いている私を、後ろから誰かがついてくる。見ると、1本角の鬼である。世界は放射能汚染で荒野と化し、かつての動植物や人間は、おどろおどろしい姿に変わり果てていた。鬼の男もかつては人間で農業を営んでいたが、価格調整のため収穫物を捨てたことを悔やんでいた。変わり果てた世界でどこへ行けばいいのか惑う私は、苦しみながら死ぬこともできない鬼に『オニニ、ナリタイノカ？』と問われ、ただ逃げ出すことしか出来なかった。

### 水車のある村

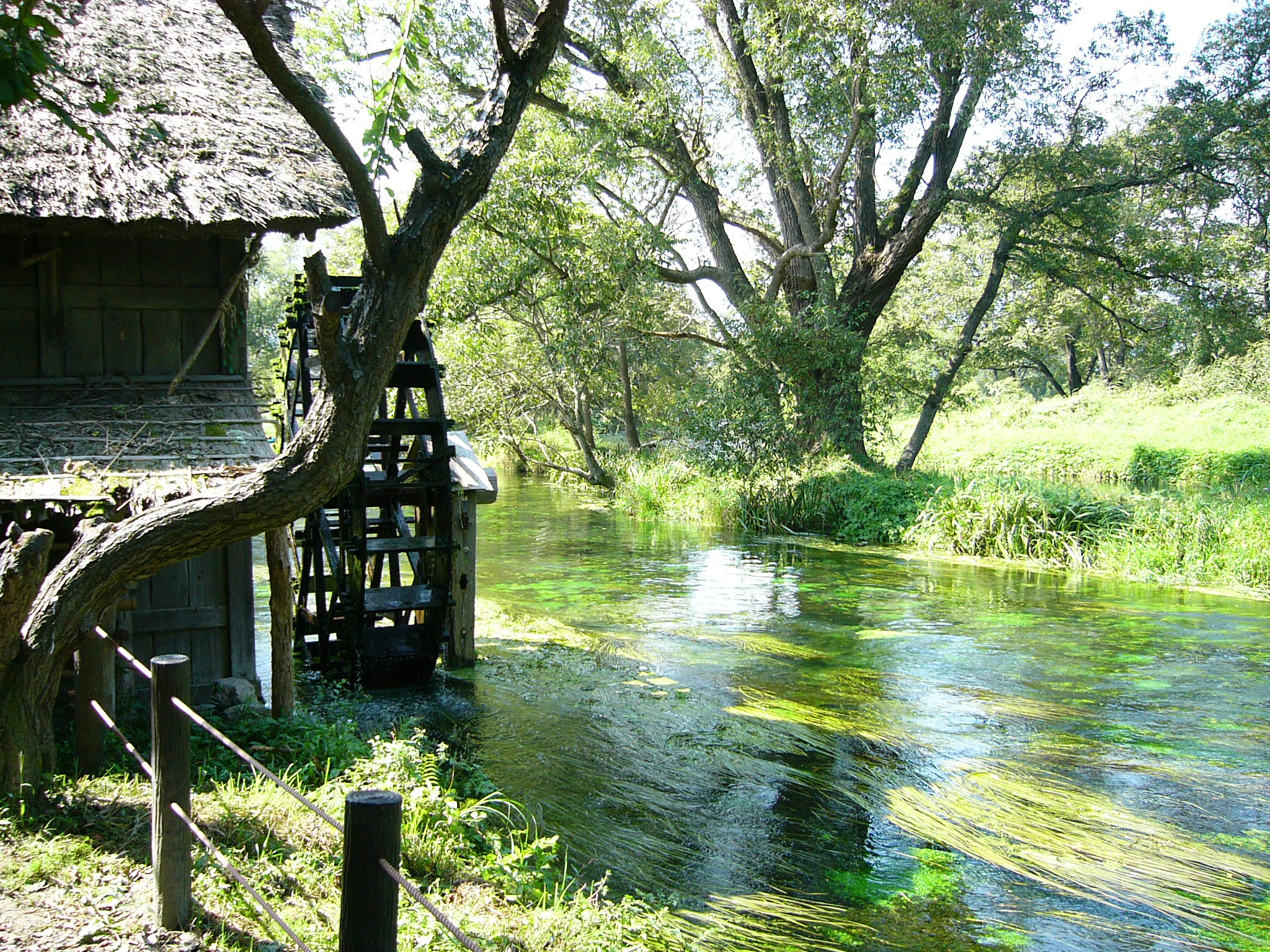
「水車のある村」の撮影地となった大王わさび農場。

私は旅先で、静かな川が流れる水車の村に着く。壊れた水車を直して年をとった人に出会い、この村人たちが近代技術を拒み自然を大切にしていると説かれ、興味を惹かれる。話を聞いているうちに、今日は葬儀があるという。しかしそれは、華やかな祝祭としてとり行われると告げられる。戸惑う私の耳に、賑やかな音色と謡が聞こえてくる。村人は嘆き悲しむ代わりに、良い人生を最後まで送ったことを喜び祝い、棺を取り囲んで笑顔で行進するのであった。

## キャスト
第1話「日照り雨」
- 5才位の私 - 中野聡彦
- 私の母 - 倍賞美津子
- 狐の嫁入り - 舞踊集団菊の会

第2話「桃畑」
- 少年の私 - 伊崎充則
- 桃の精 - 建みさと
- 姉 - 鈴木美恵
- 雛人形達 - 二十騎の会

第3話「雪あらし」
- 私（第3話 - 第8話） - 寺尾聰
- 雪女 - 原田美枝子
- パーティの仲間 - 油井昌由樹
- パーティの仲間 - 中嶋しゅう
- パーティの仲間 - 木村栄

第4話「トンネル」
- 野口一等兵 - 頭師佳孝
- 少尉 - 山下哲生
- 第三小隊 - 二十騎の会

第5話「鴉」
- ゴッホ - マーティン・スコセッシ
- 洗濯女 - カトリーヌ・カドゥ

第6話「赤冨士」
- 発電所の男 - 井川比佐志
- 子供を抱えた女 - 根岸季衣

第7話「鬼哭」
- 鬼 - いかりや長介
- 鬼達 - 二十騎の会

第8話「水車のある村」
- 老人 - 笠智衆
- 村人 - 木田三千雄
- 村人 - 常田富士男
- 村人 - 七尾伶子
- 村人 - 本間文子
- 村人 - 東郷晴子
- 村の踊る娘たち - 舞踊集団菊の会

その他の出演者
- 外野村晋
- 東静子
- 夏木順平
- 加藤茂雄
- 門脇三郎
- 川口節子
- 音羽久米子
- 牧よし子
- 堺左千夫
- 歌澤寅右衛門
- 渡辺哲
- 伊藤敏八
- 天田益男
- 山田明郷
- 坂田祥一朗
- 宮坂ひろし
- 姿晴香
- 速水典子
- 石倭裕子
- 小栗さち子
- 日野道夫

## スタッフ
- 監督・脚本・編集：黒澤明
- 製作総指揮：スティーヴン・スピルバーグ
- プロデューサー：黒澤久雄、井上芳男
- アソシエイトプロデューサー：アラン・H・リバート、飯泉征吉
- 演出補佐:本多猪四郎
- 音楽：池辺晋一郎
- 振付：畑道代
- 撮影：斎藤孝雄、上田正治
- 美術：村木与四郎、櫻木晶
- 照明：佐野武治
- 録音：紅谷愃一
- 音響効果：三縄一郎、斉藤昌利
- 衣装：ワダエミ
- 助監督：小泉堯史、米田興弘、酒井直人、杉野剛、早野清治、田中徹、ヴィットリオ・ダッレ・オーレ
- プロダクションマネージャー：野上照代
- ビジュアルエフェクト・スーパーバイザー：ケン・ローストン、Mark Sullivan
- マットペインター：上杉裕世、Caroleen Green
- ハイビジョン協力：ソニー、ソニーPCL
- スタジオ：黒澤フィルムスタジオ、東宝スタジオ
- 現像：IMAGICA
- 協賛：安田生命、日本信販、テンポラリーセンター

## 製作
1986年6月、黒澤明は御殿場の別荘で『こんな夢を見た』（のちに題名を『夢』に変更）という脚本の執筆を開始し、7月には第一稿を完成させた。これまで黒澤は数人の脚本家と共同執筆していたが、本作品は戦前期以来の単独脚本作となった。当初は11話のエピソードが書かれていたが、予算削減のため「阿修羅」「飛ぶ」「素晴らしい夢」の3話は割愛され、脚本も書き直された。
前作『乱』（1985年）が興行的に失敗したこともあり、本作品も国内での資金調達は難航した。1986年10月に『太陽の帝国』のキャスティングで来日したスティーヴン・スピルバーグは黒澤と会談し、そこで本作品の資金についての話題が上がり、スピルバーグは製作協力を約束した。1988年5月8日に黒澤たちは資金交渉のため渡米し、スピルバーグが『太陽の帝国』の製作配給会社であるワーナー・ブラザースに掛け合ったことで契約を取り付け、5月26日に同社が世界配給権を購入したことが発表された。実際にはネガティブ・ピックアップの契約で、ワーナーは予算1,200万ドルで製作予定の本作品を完成したら買い取るが、製作費を出すわけではなく、アメリカに拠点があるクロサワ・エンタープライズUSAがカリフォルニアの銀行から固定金利融資を受けた。
1989年1月10日、東宝撮影所で雛祭りの場面から撮影開始した。特殊効果にはジョージ・ルーカスのILMが参加協力し、3月にそのスタッフが参加して「赤冨士」の富士山が爆発する場面と、「日照り雨」の虹のクライマックス場面が御殿場市で撮影された。富士山の爆発シーンには1,300人のエキストラが参加した。4月に「日照り雨」の門の場面が撮影されたが、この門構えの家は黒澤の生家を再現したものである。8月12日に『グッドフェローズ』を監督中のマーティン・スコセッシがゴッホ役を演じるため来日し、8月15日まで北海道女満別町の麦畑でのロケに参加した。彼が出演する「鴉」に登場するゴッホの絵画は、抽象画家の濱田嘉が模写したものに、黒澤が絵の具の盛り上がりを強調するために加筆したものである。「カラスのいる麦畑」の場面では、カラスが一斉に飛び立つところを撮影するため、網走や美幌などで250羽のカラスを集め、それを半分ずつ飛ばして2回本番で撮影した。この場面は特殊合成用のハイビジョンカメラを使用した。黒澤は初め、合成場面は従来通りすべて光学合成で行うつもりだったが、フランシス・フォード・コッポラの助言で初めてハイビジョン合成を取り入れた。1989年8月25日にクランクアップし、9月11日からポストプロダクションに入った。
「トンネル」での軍人の衣装は、8年間の従軍経験があった本多猪四郎が手掛けた。

## 公開
1990年5月10日、第43回カンヌ国際映画祭でオープニング上映された。5月25日に全国110館でロードショー公開された。

## 評価
第64回キネマ旬報ベスト・テンでは、批評家選出の日本映画ベスト・テンで第4位、読者選出のベスト・テンで第2位に選出された。フランスの映画雑誌カイエ・デュ・シネマが発表した年間トップ10では8位にランクした。
映画批評集積サイトのRotten Tomatoesには26件のレビューがあり、批評家支持率は65%で、平均点は6.26/10、観客支持率は86%となっている。

### 受賞とノミネートの一覧
| 賞                     | 部門                       | 対象              | 結果       | 出典   |
| ---------------------- | -------------------------- | ----------------- | ---------- | ------ |
| ゴールデングローブ賞   | 外国語映画賞               |                   | ノミネート | [ 14 ] |
| シカゴ映画批評家協会賞 | 外国語映画賞               |                   | ノミネート | [ 15 ] |
| 日本アカデミー賞       | 作品賞                     |                   | ノミネート | [ 16 ] |
| 日本アカデミー賞       | 監督賞                     | 黒澤明            | ノミネート | [ 16 ] |
| 日本アカデミー賞       | 助演女優賞                 | 原田美枝子        | ノミネート | [ 16 ] |
| 日本アカデミー賞       | 音楽賞                     | 池辺晋一郎        | 受賞       | [ 16 ] |
| 日本アカデミー賞       | 撮影賞                     | 斎藤孝雄 上田正治 | ノミネート | [ 16 ] |
| 日本アカデミー賞       | 照明賞                     | 佐野武治          | ノミネート | [ 16 ] |
| 日本アカデミー賞       | 美術賞                     | 村木与四郎 櫻木晶 | ノミネート | [ 16 ] |
| 日本アカデミー賞       | 録音賞                     | 紅谷愃一          | ノミネート | [ 16 ] |
| 毎日映画コンクール     | 日本映画優秀賞             |                   | 受賞       | [ 17 ] |
| 毎日映画コンクール     | 撮影賞                     | 斎藤孝雄 上田正治 | 受賞       | [ 17 ] |
| 毎日映画コンクール     | 音楽賞                     | 池辺晋一郎        | 受賞       | [ 17 ] |
| 照明技術賞             | 最優秀照明賞（劇映画部門） | 佐野武治          | 受賞       | [ 18 ] |

## ロケ地
第1話「日照り雨」
- 門：静岡県御殿場市一木塚
- 虹：静岡県御殿場市板妻
- 杉並木：山梨県富士吉田市5558　浅間神社

第2話「桃畑」
- 竹林：京都府向日市物集女町長野乙三
- 雛段：神奈川県横浜市緑区三保町1239
- 桃畑：山梨県東八代郡一宮町新倉

第4話「トンネル」
- 金時隧道：神奈川県南足柄市矢倉沢2716-2

第5話「鴉」
- 跳ね橋：静岡県御殿場市一木塚
- 麦畑：北海道網走郡女満別町朝日

第6話「赤富士」
- 断崖：東京都三宅島三宅村坪田
- 断崖…切り返し：東京都三宅島三宅村雄山
- 群衆シーン：静岡県御殿場市東山

第7話「鬼哭」
- 合成用歩き：東京都三宅島三宅村雄山
- タンポポ・血の池：静岡県御殿場市太郎坊

第8話「水車のある村」
- 水車のある村：長野県南安曇郡穂高町1692　大王わさび農場

出典：

## その他
- 「赤富士」については福武文庫版「まあだかい」(内田百閒著) での解説 (黒澤明のインタビューを収録) のなかで「東京日記」からの着想だと発言している。
- 各エピソードの前に、「こんな夢を見た」という文字が表示されるが、これは夏目漱石の『夢十夜』における各挿話の書き出しと同じである[20]。
- 現在入手可能なDVDでは、オープニングおよびクロージングのクレジットタイトルは英文字表記となっているが、日本の劇場公開時は日本語表記であった。なお、日本語版には「提供 スチーブン スピルバーグ」とクレジットされているが、英語版にはない。ただしここ数年の間に、NHKBSプレミアムやWOWOW、日本映画専門チャンネルなどでオンエアされているものは日本語表記の国内劇場公開版となっている。
- アメリカのワーナー・ブラザースが配給権を有しているため、現在国内で上映可能なプリントは国立映画アーカイブに保存されている1本のみである。そのため黒澤映画の中では『デルス・ウザーラ』同様、日本でのフィルム上映の機会はあまり実現していない。
- 本作品で導入されたハイビジョン（デジタル）合成は、『八月の狂詩曲』『まあだだよ』でも使われた[9]。
- 最後の田舎の風景は探すのに苦労したという。なお、実際に回ってる水車は数台しかなく、他は人が動かしている。宮崎駿はこの水車の美術をやりたかったと対談で語っている。
- 本作品では黒澤が最もお気に入りだった画家ゴッホを登場させた。これまでゴッホを描いた伝記映画は何本も製作されたが、黒澤いわく「どれも画家の本質を描いていない」という。
- 「水車のある村」の葬列には『七人の侍』で農民役だった人たちや「雪女」の原田美枝子が参加している。
- 本作品の製作中、黒澤のアカデミー名誉賞の受賞が決定した。授賞式では本作品の出演者、スタッフに加え黒澤の孫が一堂に会して製作された受賞祝いメッセージと黒澤の80歳の誕生日を祝うビデオが上映された。
- 「鴉」ではショパンの「雨だれの前奏曲」が使用されているが、この曲について黒澤は当初、ウラディーミル・アシュケナージのCD演奏を使うつもりであったが、使用許諾が得られなかったため、日本のピアニストに真似て演奏してもらうことにした。音楽担当の池辺晋一郎が「音大生に演奏してもらいましょう」と提案したところ、黒澤が「学生なんかじゃダメ、もっと有名な人でないと。“中村なんとか”とかさ」と言うので、思わず池辺は「中村紘子ですか？ 彼女なんかにアシュケナージの真似をしてくれなんて言ったら引っ叩かれますよ。プロのピアニストは他人とは違う演奏をするのが仕事なんです。他人の真似をしろなんて失礼なことなんですよ」と返したという。結局、池辺の友人であった遠藤郁子に依頼した。しかし、「アシュケナージなんか知らないわよ」と乗り気でなかった彼女に、同席していた夫が「黒澤明といえば大したものじゃないか。そういう人と一緒に仕事をすることは、君の演奏にも何かプラスになることがあるんじゃないか？」と取りなし、何とか引き受けてもらえた。録音時に黒澤は、池辺の前述の話のせいか彼女に対し「大変無理なお願いを致しまして」と終始平身低頭であったという。
- ゴッホ役のマーティン・スコセッシは、ゴジラシリーズのファンであることを公言しており、本作品のために来日した際は撮影前に東宝を訪れて同シリーズの監督を務めた本多猪四郎の消息を尋ね、本多が本作品にスタッフとして参加していることを聞いて歓喜したという[7]。

## 関連作品
- 映画の肖像 黒澤明 大林宣彦 映画的対話（1990年、監督：大林宣彦） - 今作の制作過程を記録した大林宣彦監督のドキュメンタリー作品